# Storm the Gates of Hell
Storm the Gates of Hell är det amerikanska metalbandet Demon Hunters fjärde album, utgivet den 6 november 2007.

## Låtlista
(Bonuslåtar finns endast med på Special- och Delux-versionen)
1. "Storm the Gates of Hell" - 2:44
2. "Lead Us Home" - 4:24
3. "Sixteen" (med Bruce Fitzhugh från Living Sacrifice) - 5:18
4. "Fading Away" - 4:12
5. "Carry Me Down" - 4:32
6. "A Thread of Light" - 3:35
7. "I Am You" - 4:14
8. "Incision" - 5:04
9. "Thorns" - 4:06
10. "Follow the Wolves" - 3:55
11. "Fiction Kingdom" - 4:53
12. "The Wrath of God" - 4:05
13. "No Reason To Exist" (Bonuslåt) - 3:23
14. "Grand Finale" (Bonuslåt) - 4:37

## Medverkande
- Ryan Clark -- sång
- Don Clark -- gitarr
- Ethan Luck -- gitarr
- Jonathan Dunn -- bass
- Timothy "Yogi" Watts -- trummor
- Aaron Sprinkle -- extra keyboards och programmering
- Shaun Lopez -- extra gitarr och medproducent
- Producerad av Aaron Sprinkle
- Mixad av Machine
- Inspelad på Compound Recording, Seattle, Washington
- Albumdesign av Invisible Creature